# Aerogerador suspenso no ar

Um aerogerador suspenso no ar do modelo Savonius

Um aerogerador suspenso no ar é uma arquitetura de aerogeradores sustentados no ar sem ter uma torre como base. Os aerogeradores suspensos no ar podem operar a altas ou baixas altitudes; e são parte de uma classe mais abrangente de sistemas energéticos de aerogeradores utilizados na energia eólica a grande altitude. Quando o gerador se encontrar ao nível do solo, então a aeronave rebocadora não precisaria de carregar a massa do gerador ou possuir um cabo condutor. Quando o gerador estiver suspenso no ar, um cabo condutor seria utilizado para transmitir a energia ao solo ou então suspenso ou sincronizado com receptores utilizando micro-ondas ou laser. Os aerogeradores suspensos no ar teriam a vantagem de explorar um vento quase constante, sem precisar de coletores ou mecanismos de orientação, e sem o gasto da construção de uma torre. As pipas e os helicópteros vêm ao solo quando não há vento o suficiente; o uso e aeroplanos cativos e dirigíveis resolveriam a questão. Além disso, más condições de tempo como relâmpagos e trovoadas poderiam interromper temporariamente o uso dessas máquinas, provavelmente fazendo com que elas tenham de ser trazidas ao solo ou cobertas. Alguns esquemas necessitam de um cabo de energia mais longo, e uma zona de exclusão aérea. Por enquanto, ainda não há nenhum aerogerador desse tipo em operação.

## Modelo aerodinâmico
Um sistema de aerogerador suspenso no ar depende do vento para manter a sustentação.
Bryan Roberts, um professor de engenharia na Universidade de Tecnologia de Sydney, na Austrália, propôs uma aeronave semelhante a um helicóptero que se eleva a 4,600 metros e permanece a esta altitude, sustentada por asas que promovem a ascensão e mantida no lugar por um cabo ligado a uma âncora terrestre. De acordo com seus projetistas, apesar de haver alguma perda de energia durante sua elevação, os ventos constantes e potentes viabilizariam a produção energética ininterrupta. Como os ventos geralmente correm horizontalmente, as turbinas seriam posicionadas em um ângulo horizontal, capturando o vento ao mesmo tempo em que mantém a elevação. A "decolagem" seria executada através do fornecimento de energia às turbinas, o que as converteria em motores utilizados na elevação da estrutura aos céus.
O ex-astronauta e físico holandês Wubbo Ockels, em colaboração com a Universidade Técnica de Delft na Holanda, desenvolveu e demonstrou um aerogerador que ele denominou "Laddermill". Sua invenção consiste um loop infinito de pipas. As pipas elevam uma extremidade do loop sem fim (a "escada" ["ladder"]), e a energia liberada é utilizada para impulsionar um gerador elétrico.
Um estudo conduzido em setembro de 2009 pela Carbon Tracking Ltd., da Irlanda, demonstrou que o fator de capacidade de uma pipa cuja geração energética se baseia no solo é de 52.2%, levando vantagem sobre os parques eólicos terrestres, cujos índices rondam os 30%.
Uma equipe do Instituto Politécnico Worcester nos Estados Unidos desenvolveu um sistema energético de pipas cuja produção de eletricidade estimada é de aproximadamente 1 kW. Este sistema utiliza uma pipa planadora para induzir o movimento em uma viga pivotal.

O Kitegen utiliza um protótipo de turbina de eixo vertical. Trata-se de um plano inovador (ainda em construção, na Itália) que consiste em um parque eólico com um eixo vertical e emprega pipas para explorar os ventos de alta altitude. Afirma-se que o Kite Wind Generator (KWG) ou Kitegen elimina todos os problemas estáticos e dinâmicos que impedem o aumento da energia (em termos de dimensões) obtida pelos aerogeradores de eixo horizontal tradicionais. Os equipamentos de geração de energia permaneceriam no solo, e apenas os aerofólios seriam sustentados pelo vento. Uma usina eólica deste tipo seria capaz de produzir tanta energia quanto uma usina nuclear, utilizando uma área de poucos km² sem ocupar este espaço exclusivamente (a maior parte do terreno pode ser utilizada para a agricultura ou navegação, no caso de uma instalação marítima).
O pesquisador Dave Santos, do KiteLab em Ilwaco, Washington, Estados Unidos, tem desenvolvido aerogreadores de superfície única para gerar eletricidade com um gerador baseado no solo.
O Rotokite é uma tecnologia que vem sendo dsenvolvida baseando-se nas ideias de Gianni Vergnano. São utilizados modelos aerodinâmicos similares aos de pipas que foram giradas em torno do próprio eixo, simulando a performance de um propulsor. O uso do princípio da rotação simplifica o problema da checagem do voo das pipas e elimina as dificuldades decorrentes do comprimento dos cabos, permitindo a produção energética a baixo custo. O Heli Wind Power é um projeto de Vergnano que utiliza uma pipa sustentada por cabos.
Em agosto de 2011 a companhia alemã SkySails, produtora de pipas para a propulsão de navios, anunciou um sistema de energia eólica baseado em pipas para aplicações baseadas na terra ou no mar, o qual deve ser "30% mais barato que as instalações marítimas atuais."

## Modelo com aeróstatos
Um sistema de energia eólica baseado em aeróstatos depende ao menos parcialmente do empuxo para sustentar os elementos coletores de vento. Os aeróstatos variam comforme o modelo ou na aerodinâmica de arraste e ascensão característica; o efeito-pipa dos modelos de aerostatos de arraste e ascensão podem efetivamente manter o aerogerador suspenso no ar; uma variação de tais balões foi celebrizada no kytoon de Domina C. Jalbert.
Balões podem ser adicionados ao sistema para manter a flutuação na ausência de vento, mas os balões deixam o ar escapar lentamente e devem ser reabastecido com gases leves. Grandes balões solares podem solucionar o problema do vazamento do hélio e do hidrogênio.
A companhia canadense Magenn está desenvolvendo uma turbina chamada Magenn Air Rotor System (MARS).  O sistema MARS de 300 metros utiliza um rotor horizontal em um aparato de hélio suspenso que é então conectado a um transformador no solo. A Magenn afirma que sua tecnologia fornece um maior torque, baixas velocidades de inicialização e maior eficiência geral graças à capacidade de se elevar a maiores altitudes em comparação com os sistemas de motores baseados no solo. Os primeiros protótios foram construídos pela TCOM em abril de 2008. Nenhuma unidade de produção comercial foi até o momento concluída.
A companhia Altaeros Energies utiliza uma lona de balão cheia de hélio para levantar o aerogerador, transferindo a energia resultante para uma estação de base através dos mesmos cabos utilizados para controlar a lona.

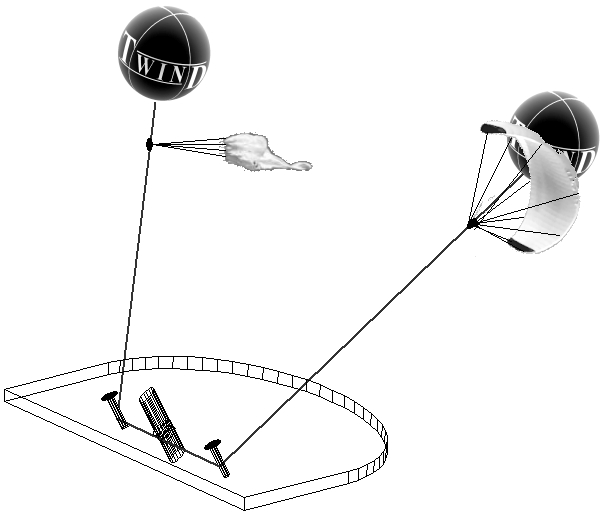
Concepção de uma tecnologia Twind

O conceito da Twind Technology utiliza um par de balões cativos à altitude de 800 metros. Os cabos transmitem a energia cinética para uma plataforma rotatória no solo. Cada balão se concecta a uma vela. Os dois balões se movem alternativamente, o balão com a vela aberta se move para baixo e impulsiona o outro balão para cima, e então o movimento se inverte. O cabo pode ser utilizado para virar a chave de um gerador para produzir energia elétrica ou desempenhar outras funções (moagem, serragem ou bombeamento).

## Custos estimados
A Sky Windpower estima que sua tecnologia será capaz de produzir eletricidade a $0.02 por KWh, um sistema que eleva uma pipa a alta altitude enquanto impulsiona a rotação do gerador no solo e então muda sua forma de modo a poder ser trazida de volta ao solo gastando menos energia que produziu durante sua subida, gera energia cujo custo estimado é de $0.01 por KWh - ambos os valores são menores que os preços atuais da eletricidade não subsidiada.